# Simitarra estriada
La simitarra estriada (Erythrogenys erythrocnemis) és un ocell de la família dels timàlids (Timaliidae).

## Hàbitat i distribució
Habita zones espesses de matolls, herba i bosc obert de les muntanyes de Taiwan.